# Sepolcro di Maria d'Ungheria

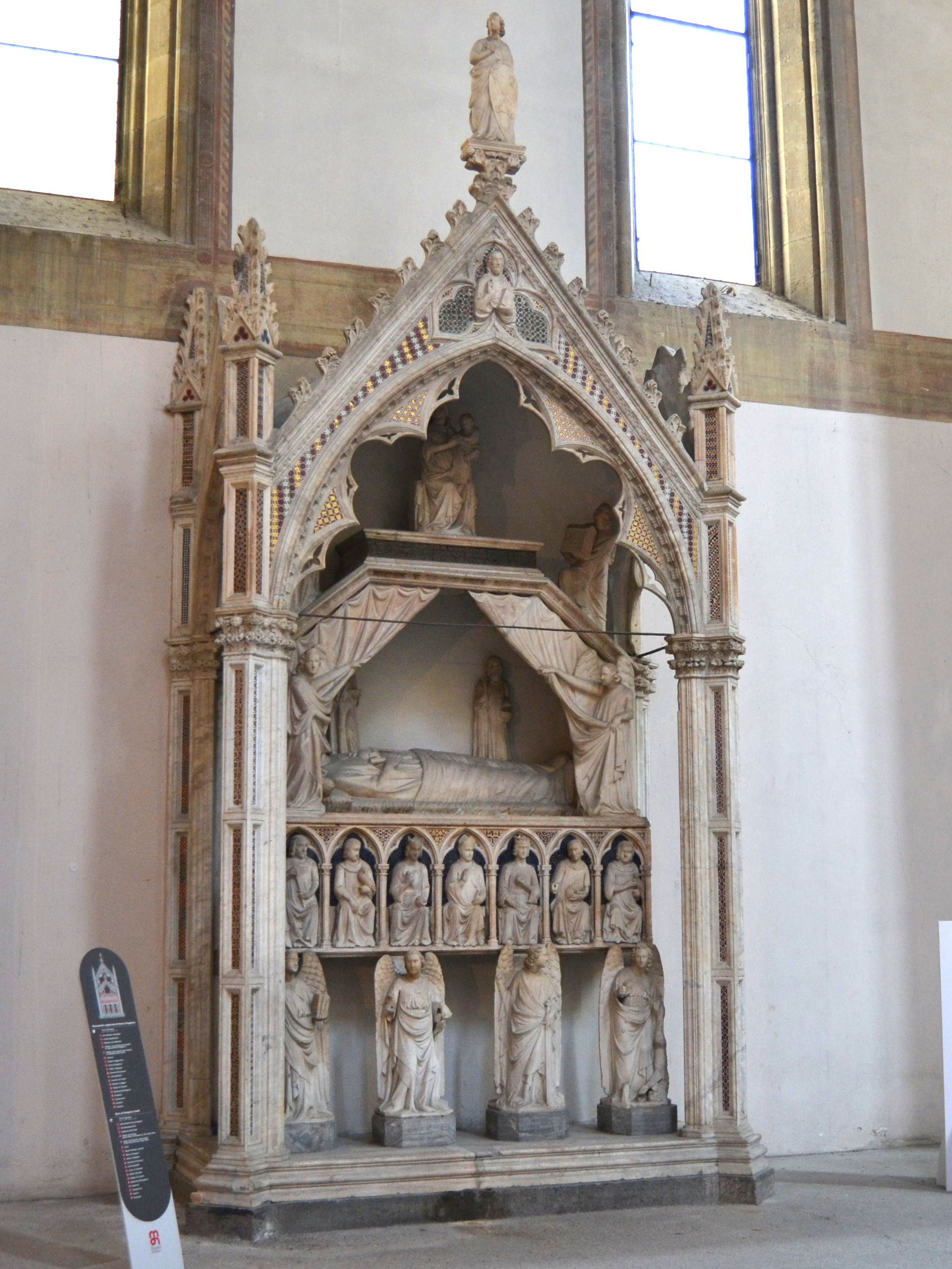
Sepolcro di Maria di Ungheria

Il sepolcro di Maria d'Ungheria è un monumento funebre eseguito nel 1325 da Tino di Camaino e Gagliardo Primario, conservato nella chiesa di Santa Maria Donnaregina Vecchia di Napoli.

## Storia e descrizione

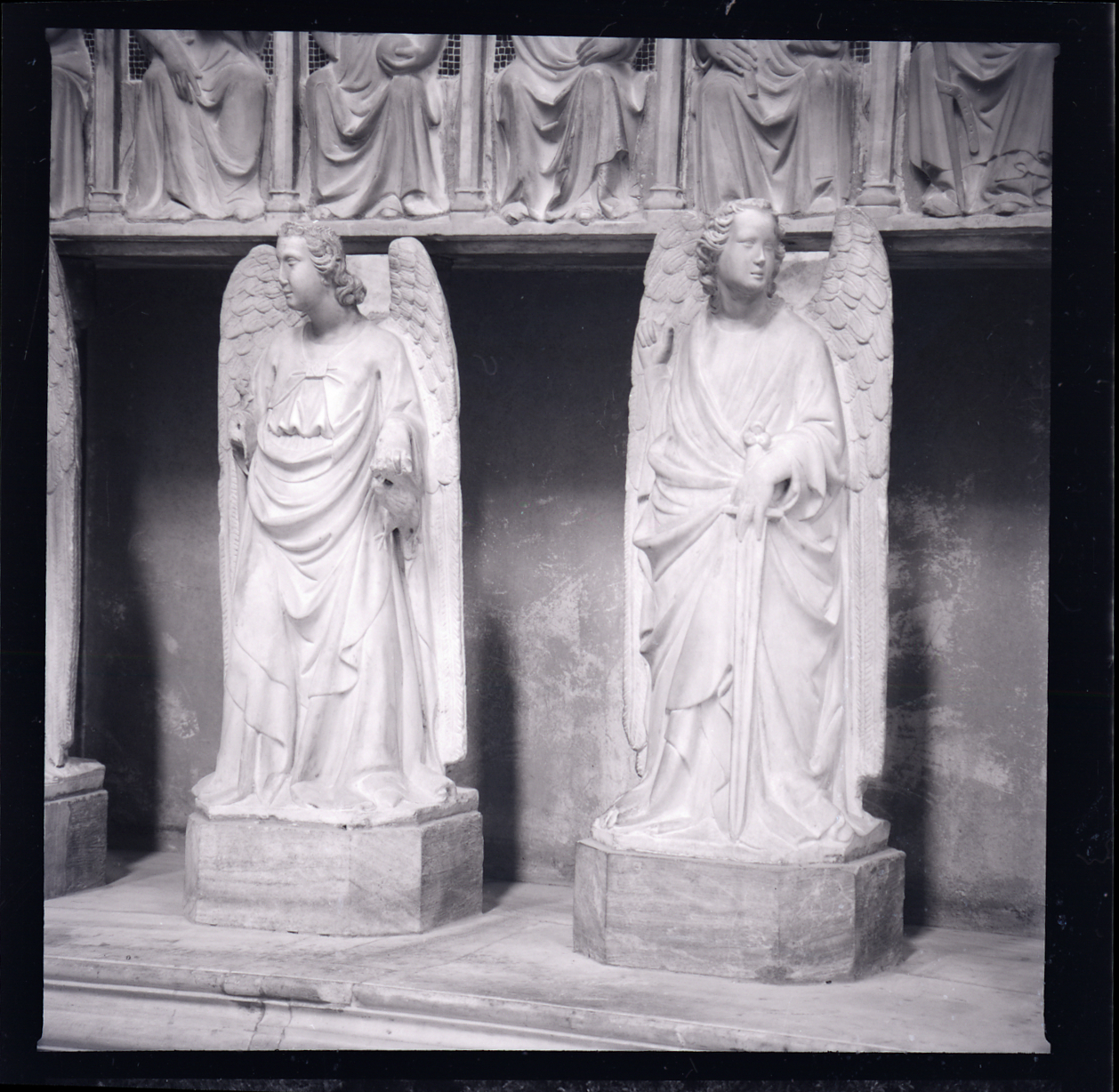
Dettaglio della parte inferiore con statue degli angeli. Foto di Paolo Monti, 1965.

Il sepolcro di Maria d'Ungheria fu realizzato su commissione del figlio, il re di Napoli Roberto d'Angiò, per rispettare il volere della madre defunta di essere sepolta nella chiesa da lei fatta edificare.
Attualmente è collocato sulla parete sinistra della navata della chiesa: era infatti stato trasferito una prima volta nella chiesa Nuova nel 1727, all'interno della sala del comunichino delle monache. Il suo nuovo spostamento nella chiesa vecchia, sebbene non nella posizione originale, fu effettuato in occasione dei lavori di ricostruzione dell'abside della chiesa più antica ed in quelli di riadattamento della parete frontale del coro delle monache di quella Nuova. 
La regina è raffigurata due volte sul monumento: una volta è vestita con il saio francescano in ginocchio dinanzi alla Madonna, ed un'altra è giacente sul sarcofago, sostenuto questo dalle quattro Virtù e che vede ai lati due angeli raffigurati nell'atto di aprire le cortine per mostrare la defunta.
Il sarcofago presenta nella parte frontale sette piccole nicchie con colonnine ad archi acuti che ospitano piccole statue dei figli della regina, da sinistra a destra: Raimondo Berengario, Giovanni di Durazzo, Carlo Martello, al centro poi c'è San Ludovico di Tolosa, poi alla sua destra il nuovo reggente Roberto d'Angiò, Filippo I e Raimondo di Taranto.
La decorazione del sarcofago è infine completata da un mosaico a tessere azzurre.